# Милан Ристић (атлетичар)
Милан Ристић (Београд, 8. август 1991) је српски атлетичар, државни сениорски рекордер у тркама на 110 метара са препонама на отвореном и 60 метара са препонама у дворани.

## Државни рекорди
На такмичењу у Албукеркију, у Њу Мексику, 14. марта 2014. истрчао је трку на 60 метара са препонама у времену новог државног рекорда од  7.67 секунди. На такмичењу у Клермонту, на Флориди 14. маја 2016. године оборио је државни рекорд у трчању на 110 метара са препонама резултатом 13.39 секунди.